# Питерсбург (Тексас)
Питерсбург (енгл. Petersburg) град је у америчкој савезној држави Тексас. По попису становништва из 2010. у њему је живело 1.202 становника.

## Демографија
Према попису становништва из 2010. у граду је живело 1.202 становника, што је 60 (4,8%) становника мање него 2000. године.
| Група             | 2000.       | 2010.       |
| Белци             | 461 (36,5%) | 387 (32,2%) |
| Афроамериканци    | 27 (2,1%)   | 29 (2,4%)   |
| Азијати           | 0 (0,0%)    | 2 (0,2%)    |
| Хиспаноамериканци | 771 (61,1%) | 791 (65,8%) |
| Укупно            | 1.262       | 1.202       |